# Dyson Airblade
Pour l’article homonyme, voir AirBlade.
Le Dyson Airblade est un séchoir à main électrique produit par la compagnie britannique Dyson et disponible dans de nombreuses toilettes publiques à travers le monde. Introduit au Royaume-Uni en 2006, il entre dans le marché américain en 2007. En 2013 est introduite l'Airblade Tap, un lavabo qui intègre le séchoir Airblade.

## Description

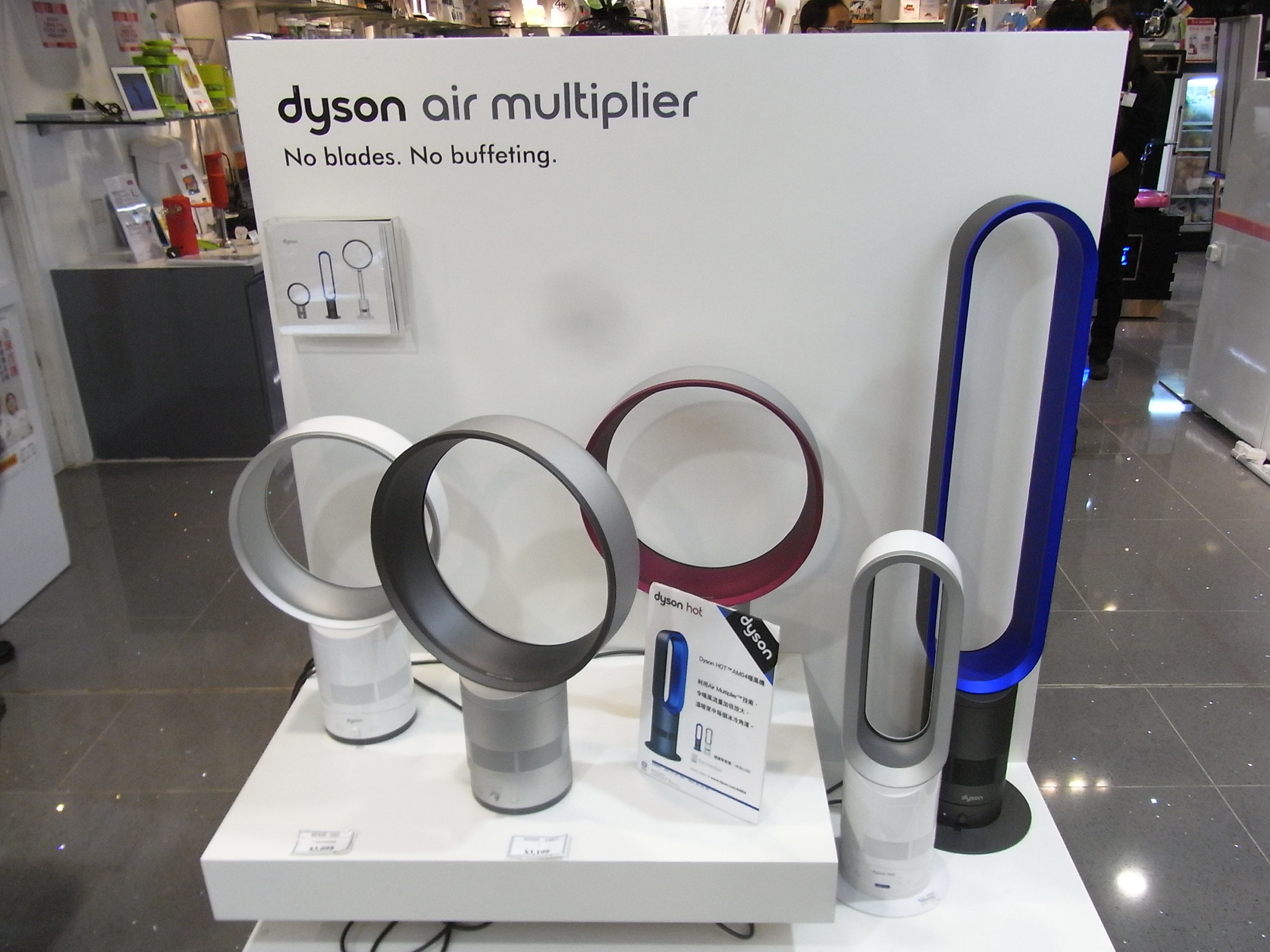
Ventilateurs Air Multiplier dans un magasin hongkongais à Causeway Bay.

Contrairement aux séchoirs à main conventionnels, qui souffle un jet d'air direct, le Dyson Airblade propulse un mince rayon d'air à une vitesse de 180 mètres par seconde, agissant comme une raclette qui pousse l'eau, au lieu d'utiliser l'air chaud pour faire évaporer l'eau. L'entreprise prétend que l'Airblade peut faire sécher les mains en dix secondes.
Un premier séchoir à lavage des mains horizontal avait déjà été introduit par Mitsubishi en 1993, et développé dès 1991. Dyson réutilise cette technologie d'air propulsé à haute vitesse dans leurs ventilateurs Air Multiplier. 

### Utilisation d'énergie
Le Dyson Airblade se vante être 69 % plus efficace en son utilisation d'énergie qu'un séchoir conventionnel, en plus d'être 97 % plus efficace pour les coûts qu'un essuie-tout. Cette économie d'énergie se manifeste par l'utilisation d'air froid, qui ne nécessite donc pas de coûts de chauffage. Le temps de lavage deux fois plus court réduit aussi la quantité d'énergie utilisée pour l'opération du produit.

### Temps de séchage

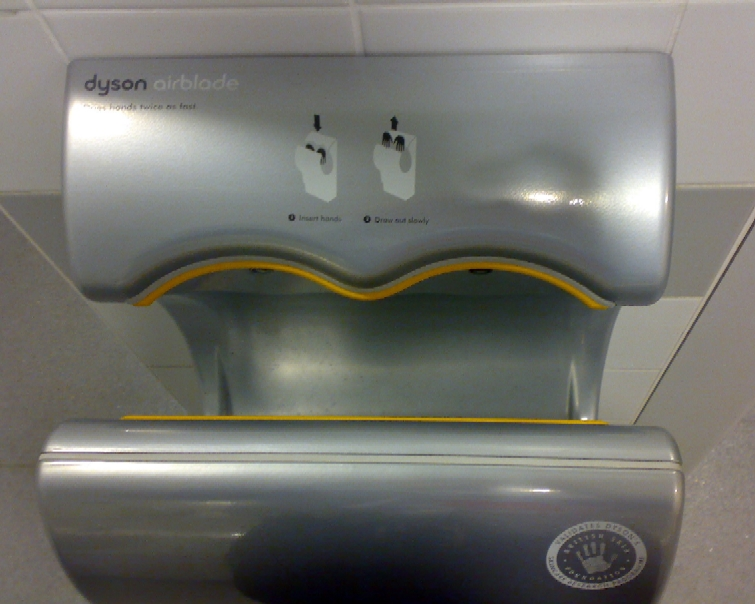
Vue du dessus de l'Airblade.

Un test conduit par des étudiants de la faculté de Biosciences de l'université de Westminster en 2008 a prouvé que les Airblade et l'essuie-tout séchaient les mains plus rapidement, prenant environ dix secondes, tandis qu'un séchoir régulier le réalisait en 47 secondes.

### Respect des normes d'hygiène
L'entreprise a collaboré avec NSF International (en), qui a permis à l'Airblade d'être le seul séchoir certifié par le protocole P335 sur les Séchoirs hygiéniques à usage commercial. La Royal Society for Public Health (en) leur accorde aussi un certificat de respect des normes.

## Histoire
La première génération d'Airblade (Airblade 20777 et Airblade AB03) est lancée en 2006 au Royaume-Uni. En 2013 sont lancés trois nouvelles version de l'Airblade : Le Mark 2, similaire au premier, mais plus rapide et moins bruyant ; l'Airblade V, qui respecte les normes américaines de l'accessibilité pour les personnes handicapées, et l'Airblade Tap, qui est un lavabo sans contact, combiné au séchoir Airblade. Les trois modèles utilisent aussi un nouveau moteur, le Dyson V4,,.
Les premiers Airblade sont par la suite retirés du marché. En 2019 est lancé l'Airblade 9kJ HU03, avec un design courbé et une meilleure empreinte écologique.

Déclinaisons de l'Airblade
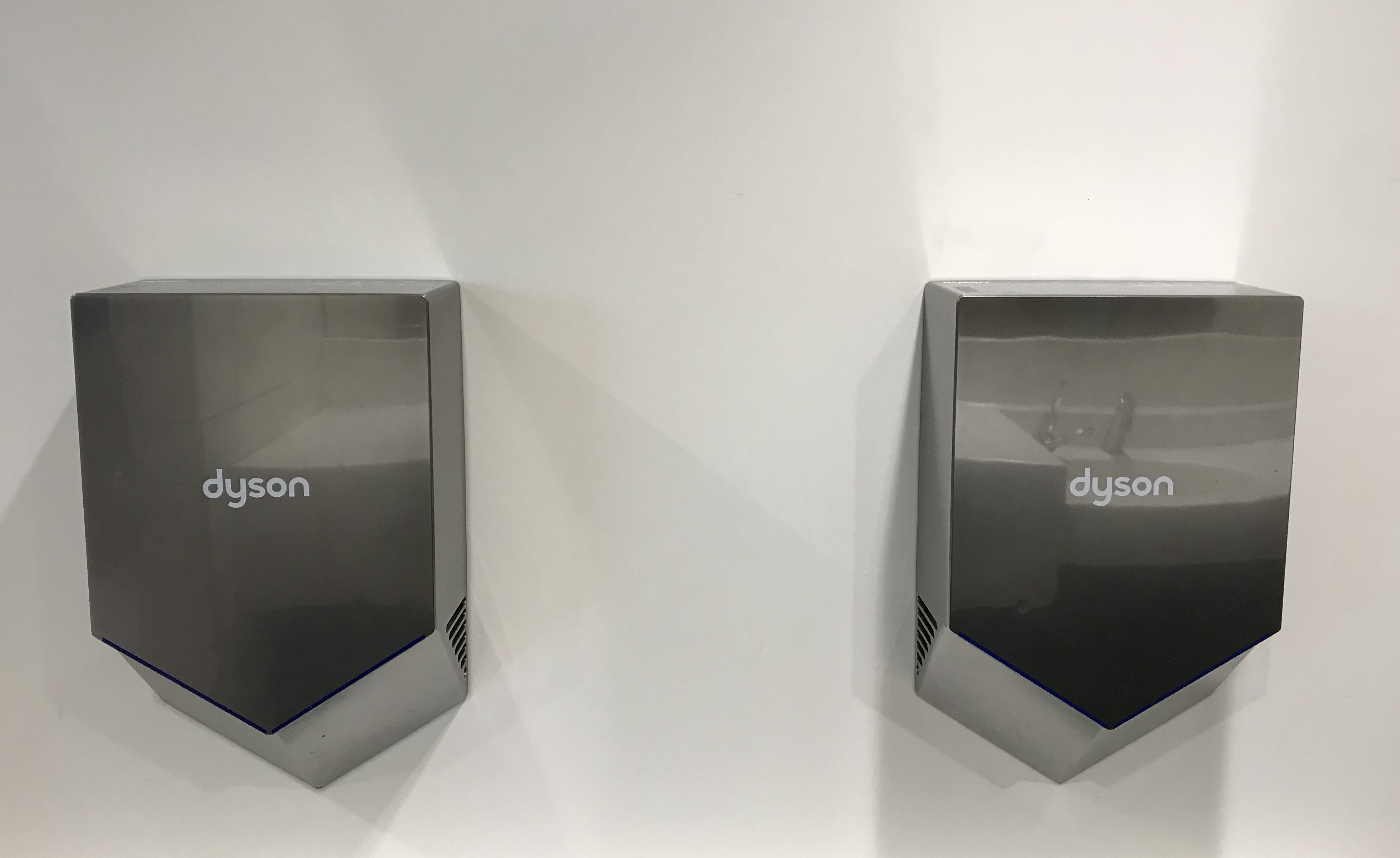
Airblade V
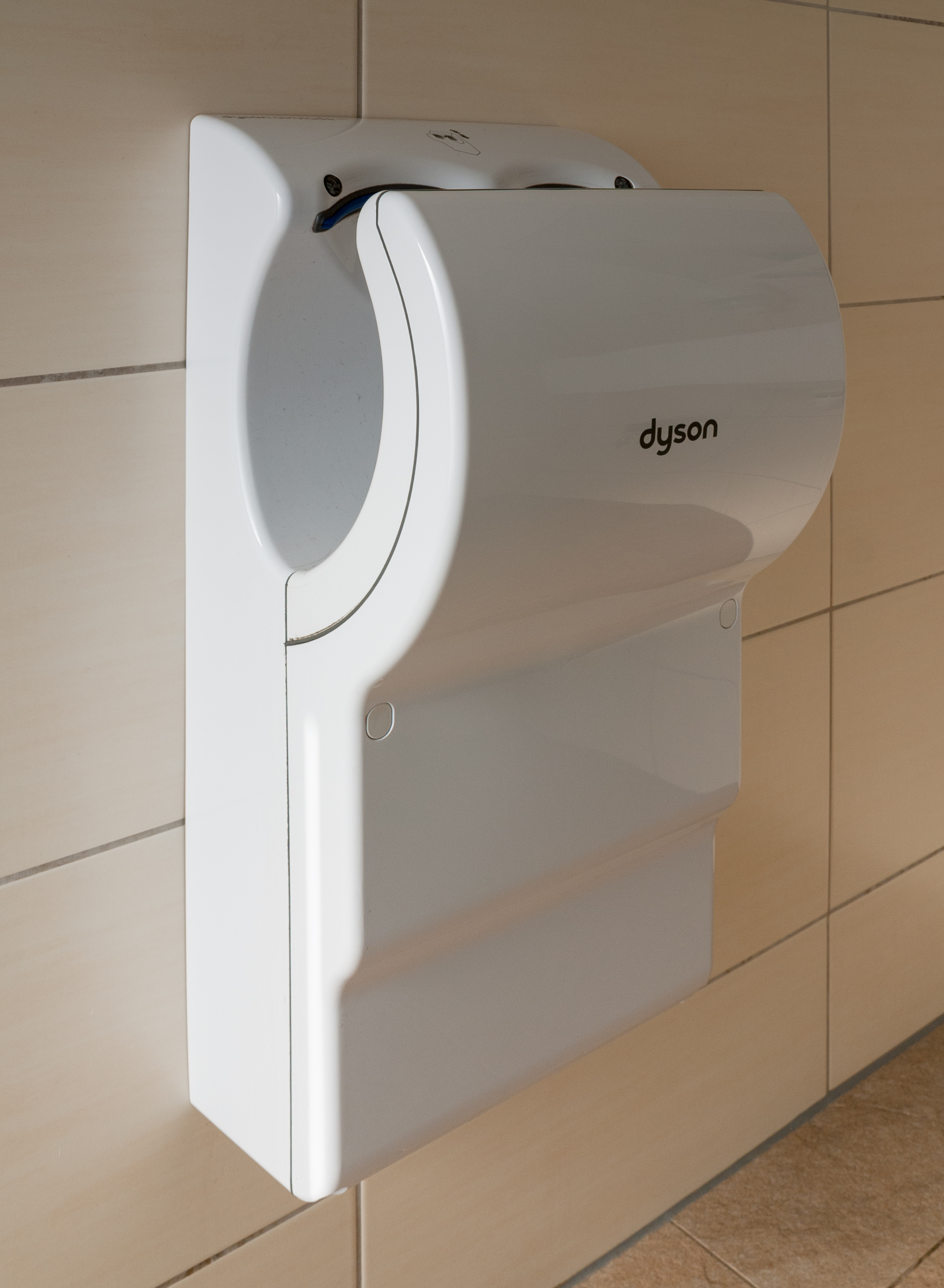
Airblade Mk. 2
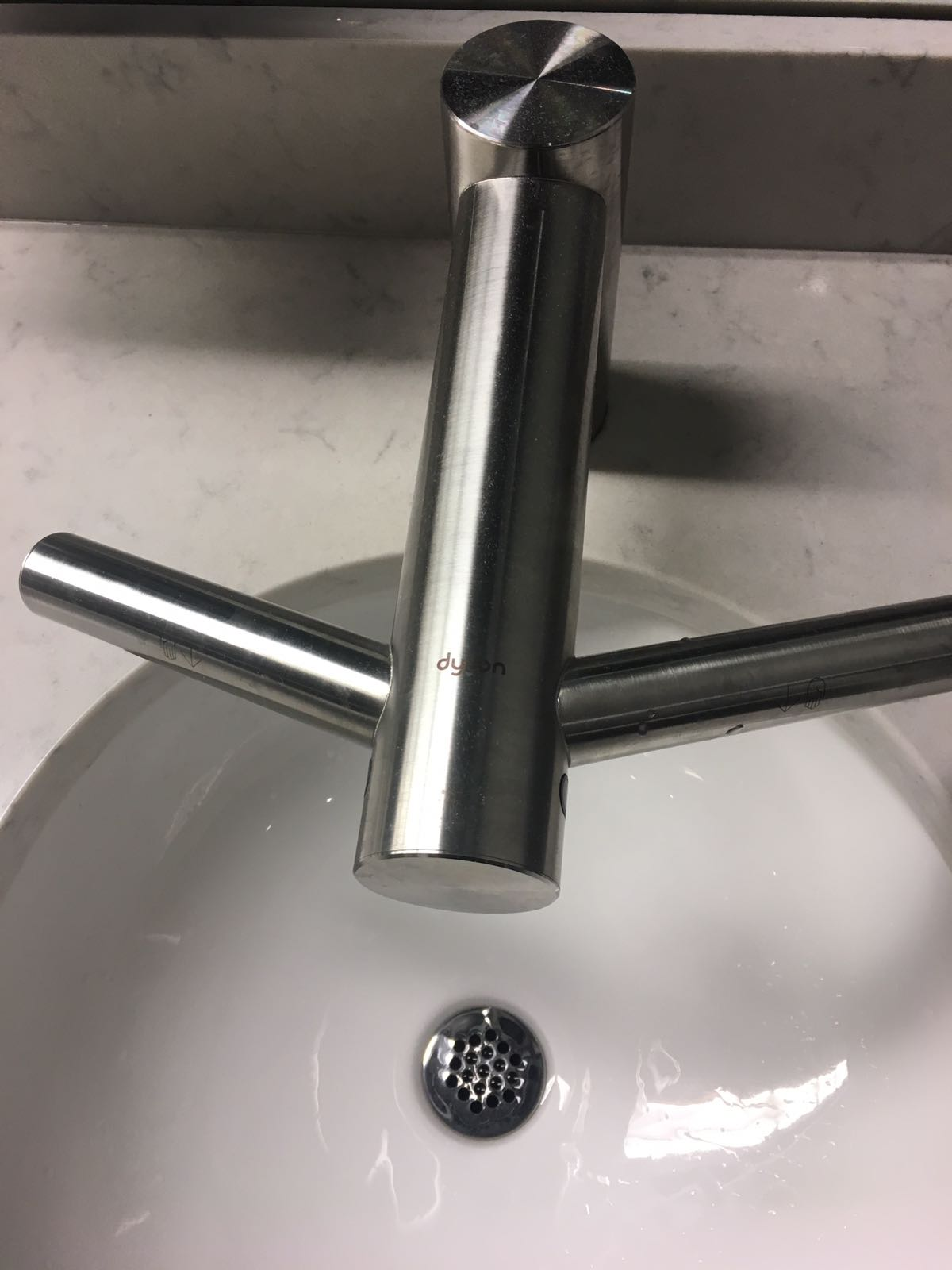
Robinet de l'Airblade Tap

## Controverses

XLerator d'Excel Dryer.

Le 5 décembre 2012, le compétiteur Excel Dryer (en) entame une poursuite contre Dyson pour fausse publicité. Le plaignant accuse Dyson d'avoir falsifié leurs tests du Airblade contre leur XLerator, en utilisant une méthode de séchage de ce dernier contraire au mode d'emploi.
En 2014, une thèse du Journal of Hospital Infection énonce que les séchoirs à haute vitesse comme le Dyson Airblade pouvaient répandre de nombreuses bactéries nocives dans l'air environnant. L'entreprise réfute alors la thèse en critiquant les méthodes de testage employées.